# Echinodictyum clathratum
Echinodictyum clathratum är en svampdjursart som beskrevs av Arthur Dendy 1905. Echinodictyum clathratum ingår i släktet Echinodictyum och familjen Raspailiidae. Inga underarter finns listade i Catalogue of Life.